# Manantali
Manantali est une localité de la Commune rurale malienne de Bamafélé dans le cercle de Bafoulabé, région de Kayes,sur la rivière Bafing dans le sud-ouest du Mali. 
À l'est de la ville se trouve le lac Manantali et barrage. C'est une petite ville mais il y a un marché quotidien (matin), quelques magasins, une petite station-service et un camping sur la rivière.

## Géographie
La localité de Manantali est située au nord sur et la rive droite du cours d'eau Bafing en aval du barrage de Manantali, elle est desservie par la route nationale RN 22 (axe Bafoulabé-Kita) à 93 km au sud-est du chef-lieu de cercle Bafoulabé.

## Infrastructures et services
Lors du recensement de 2009, la localité est desservie par les services suivants :
- trois écoles
- deux formations de santé
- deux pharmacies
- deux marchés
- une caisse d'épargne et de crédit
- 3 points d'eau

## Enseignement
Le Lycée privé de Manantali relève de l'Académie d'enseignement de Kita.